# Sunilis robustus
Sunilis robustus är en skalbaggsart som först beskrevs av Schmidt 1892.  Sunilis robustus ingår i släktet Sunilis och familjen stumpbaggar. Inga underarter finns listade i Catalogue of Life.